# John le Carré
Pour les articles homonymes, voir Carré (homonymie).
David John Moore Cornwell, dit John le Carré, est un romancier britannique, né le 19 octobre 1931 à Poole et mort le 12 décembre 2020 à Truro en Cornouailles.
Durant les années 1950 et 1960, Cornwell a travaillé pour le MI5 et le MI6 et a commencé à écrire des romans sous le pseudonyme de « John le Carré ». Son troisième roman, L'Espion qui venait du froid (1963), est devenu un best-seller international et demeure l'une de ses œuvres les plus connues.
Il prend la nationalité irlandaise peu avant sa mort.

## Biographie
John le Carré dit qu'il n'a pas connu sa mère, qui l'a abandonné quand il avait 5 ans, jusqu'à ce qu’il la retrouve à 21 ans. Sa relation avec un père tyrannique dont il fera le portrait dans Un pur espion (1986) a été difficile. L'homme, qui avait été emprisonné pour fraude à l'assurance, avait été un associé des jumeaux Kray (faisant partie des criminels les plus en vue à Londres dans les années 1950-1960) et était continuellement endetté. Son père l'envoya dans des écoles privées pour le sortir de ce milieu.
Il quitte son foyer pour suivre des cours à la Sherborne School avant d'aller étudier l'allemand et le français à l'université de Berne en Suisse de 1948 à 1949. Il rejoint ensuite l'université d'Oxford au Royaume-Uni avant d'enseigner quelque temps au collège d'Eton puis de rejoindre le Foreign Office pendant cinq ans. Il est recruté par le Secret Intelligence Service alors qu'il est en poste à Hambourg. C'est en service actif qu'il écrit son premier roman (L'Appel du mort) en 1961. Sa carrière au sein du service de renseignement britannique prend fin après que sa couverture a été compromise par un membre du MI5, Kim Philby, agent double au service du KGB.
John le Carré est l'auteur de nombreux romans d'espionnage se déroulant dans le contexte de la guerre froide, en particulier ceux mettant en scène George Smiley dans la « Trilogie de Karla » (La Taupe, Comme un collégien, Les Gens de Smiley) et dans d'autres romans. Son œuvre est à l'opposé de la mythologie de l'espion à la James Bond : ses héros sont bien plus complexes et beaucoup plus discrets. La structure de ses romans est très élaborée et l'action n'y tient qu'une place réduite. Le Carré a cherché, après la fin de la guerre froide, à élargir son inspiration vers des sujets plus contemporains.
En avril 2018, il publie un nouveau roman, L'Héritage des espions. Cet ouvrage, suite de L’Espion qui venait du froid, revient sur l'opération « Windfall » : au moment où ses personnages Smiley et Guillam coulent une retraite tranquille, elle les rattrape ; car si « Windfall » a été pour l’Occident « une manne de renseignements en or », elle s’est aussi soldée par de lourds « dommages collatéraux »
Peu de temps avant sa mort, David John Moore Cornwell (John le Carré) prend la nationalité irlandaise, pour parer à l'incertitude que constituait selon lui le Brexit, mais aussi par désillusion face à ses concitoyens ayant préféré faire ce choix.
John le Carré meurt des suites d’une pneumonie au Royal Cornwall Hospital à Truro dans les Cornouailles, le 12 décembre 2020, à l’âge de 89 ans.
En 2023 sort The Pigeon Tunnel, un documentaire d'Errol Morris retraçant la vie et la carrière de John le Carré.

### Famille
Son fils Nicholas Cornwell est un écrivain de science-fiction et de fantasy, connu sous le pseudonyme de Nick Harkaway.

### Hommages
- 1965 : prix Edgar-Allan-Poe du meilleur roman pour L'Espion qui venait du froid
- 1988 : Cartier Diamond Dagger[12]
- 2008 : docteur honoris causa de l'université de Berne[13]
- 2019 : prix Olof-Palme

## Positions politiques
En janvier 2003, The Times publie un article de John le Carré, intitulé « Les États-Unis sont devenus fous », qui condamne la guerre à venir en Irak. L'écrivain juge ainsi que « la manière dont Bush et sa junte ont réussi à dévier la colère de l'Amérique, de Ben Laden à Saddam Hussein, est l'un des meilleurs tours de passe-passe de relations publiques de l'histoire. »
En 2006, il contribue avec un article à un volume d'essais politiques intitulé Pas une mort de plus. Le livre est très critique envers la guerre d'Irak. Il reviendra par la suite sur le rôle des services secrets américains et britanniques dans le déclenchement de cette guerre.

Depuis la fin de la guerre froide, John le Carré s'est exprimé à plusieurs reprises de manière critique envers l'OTAN : 

« Et il faudrait surtout se débarrasser de ce dinosaure qu'est l'OTAN. Cessons de nous croire, nous, Européens, en opposition avec la Russie, et rapprochons-nous d'elle. »

 Il condamne de manière générale l'inféodation du Royaume-Uni aux États-Unis : « … Notre politique étrangère se décide à Washington. Et il n’y a rien de plus triste. Il faut parvenir à nous détacher enfin de cette emprise. »

## Éditeurs
En 2009, John le Carré quitte Hodder & Stoughton, son éditeur anglais depuis trente-huit ans, pour le groupe Penguin et Viking Press.

## Œuvres

### Romans
- L'Appel du mort, Gallimard, coll. « Panique », 1963 ((en) Call for the Dead, 1961), trad. Catherine Grégoire, 192 p.
- Chandelles noires, Gallimard, coll. « Panique », 1963 ((en) A Murder of Quality, 1962), trad. Maurice Rambaud et Marcel Duhamel, 187 p.
- L'Espion qui venait du froid, Gallimard, 1964 ((en) The Spy who Came in from the Cold, 1963), trad. Marcel Duhamel et Henri Robillot, 239 p.Prix Edgar-Allan-Poe du meilleur roman 1965
- Le Miroir aux espions, Robert Laffont, 1965 ((en) The Looking-Glass War, 1965), trad. Jean Rosenthal, 349 p.
- Une petite ville en Allemagne, Robert Laffont, 1969 ((en) A Small Town in Germany, 1968), trad. Jean Rosenthal, 445 p.
- Un amant naïf et sentimental, Robert Laffont, 1972 ((en) The Naive and Sentimental Lover, 1971), trad. Jean Rosenthal, 527 p.
- La Taupe, Robert Laffont, coll. « Best-sellers », 1974 ((en) Tinker, Tailor, Soldier, Spy, 1974), trad. Jean Rosenthal, 381 p.
- Comme un collégien, Robert Laffont, coll. « Best-sellers », 1977 ((en) The Honourable Schoolboy, 1977), trad. Jean Rosenthal, 495 p.Prix James Tait Black 1977
- Les Gens de Smiley, Robert Laffont, coll. « Best-sellers », 1980 ((en) Smiley's People, 1979), trad. Jean Rosenthal, 374 p.  (ISBN 2-221-00457-4)
- La Petite Fille au tambour, Robert Laffont, coll. « Best-sellers », 1983 ((en) The Little Drummer Girl, 1983), trad. Natalie Zimmermann et Lorris Murail, 484 p.  (ISBN 2-221-01103-1)
- Un pur espion, Robert Laffont, coll. « Best-sellers », 1986 ((en) A Perfect Spy, 1986), trad. Natalie Zimmermann, 535 p.  (ISBN 2-221-04903-9)

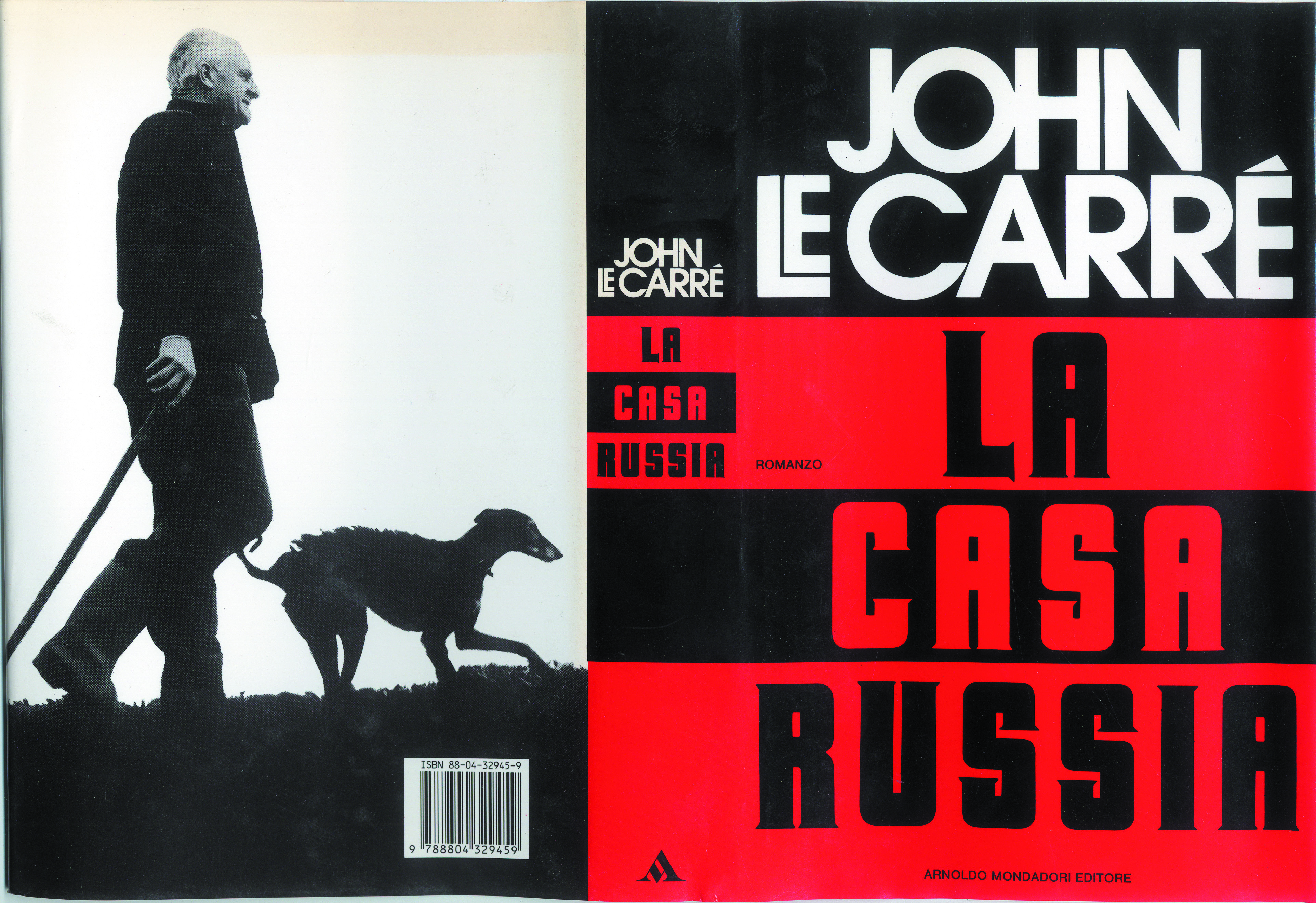
Couverture de l'édition italienne de La Maison Russie, Mondadori, 1989.

- La Maison Russie, Robert Laffont, coll. « Best-sellers », 1989 ((en) The Russia House, 1989), trad. Mimi Perrin et Isabelle Perrin, 381 p.  (ISBN 2-221-05977-8)
- Le Voyageur secret, Robert Laffont, coll. « Best-sellers », 1991 ((en) The Secret Pilgrim, 1990), trad. Mimi Perrin et Isabelle Perrin, 334 p.  (ISBN 2-221-07031-3)
- Le Directeur de nuit, Robert Laffont, coll. « Best-sellers », 1994 ((en) The Night Manager, 1993), trad. Mimi Perrin et Isabelle Perrin, 496 p.  (ISBN 2-221-07608-7)
- Notre jeu, Seuil, 1996 ((en) Our Game, 1995), trad. Mimi Perrin et Isabelle Perrin, 364 p.  (ISBN 2-02-024781-X)
- Le Tailleur de Panama, Seuil, 1998 ((en) The Tailor of Panama, 1996), trad. Mimi Perrin et Isabelle Perrin, 427 p.  (ISBN 2-02-035286-9)
- Single & Single, Seuil, 1999 ((en) Single & Single, 1999), trad. Mimi Perrin et Isabelle Perrin, 391 p.  (ISBN 2-02-036203-1)
- La Constance du jardinier, Seuil, 2001 ((en) The Constant Gardener, 2001), trad. Mimi Perrin et Isabelle Perrin, 488 p.  (ISBN 2-02-049575-9)
- Une amitié absolue, Seuil, 2004 ((en) Absolute Friends, 2003), trad. Mimi Perrin et Isabelle Perrin, 372 p.  (ISBN 2-02-063343-4)
- Le Chant de la mission, Seuil, 2007 ((en) The Mission Song, 2006), trad. Mimi Perrin et Isabelle Perrin, 345 p.  (ISBN 978-2-02-089822-5)
- Un homme très recherché, Seuil, 2008 ((en) A Most Wanted Man, 2008), trad. Mimi Perrin et Isabelle Perrin, 358 p.  (ISBN 978-2-02-098051-7)
- Un traître à notre goût, Seuil, 2011 ((en) Our Kind of Traitor, 2010), trad. Isabelle Perrin, 372 p.  (ISBN 978-2-02-102768-6)
- Une vérité si délicate, Seuil, 2013 ((en) A Delicate Truth, 2013), trad. Isabelle Perrin, 327 p.  (ISBN 978-2-02-111392-1)
- L'Héritage des espions, Seuil, 2018 ((en) A Legacy of Spies, 2017), trad. Isabelle Perrin, 320 p.  (ISBN 978-2021371338)
- Retour de service, Seuil, 2020 ((en) Agent Running in the Field, 2019), trad. Isabelle Perrin, 304 p.  (ISBN 978-2-02-143319-7)
- L'Espion qui aimait les livres, Seuil, 2022 ((en) Silverview, 2021  (ISBN 9780593490594)), trad. Isabelle Perrin, 240 p.  (ISBN 978-2-02-150346-3)[15]

### Théâtre
- Le Bout du voyage, Robert Laffont, 1987 ((en) End of the Line, 1970), trad. Natalie Zimmermann, 130 p.  (ISBN 2-221-04902-0)

### Essai et mémoires
- Une paix insoutenable, Robert Laffont, 1991 ((en) The Good Soldier, 1991), trad. Mimi Perrin et Isabelle Perrin, 128 p.  (ISBN 2-221-07158-1)
- Le Tunnel aux pigeons : Histoires de ma vie, Seuil, 2016 ((en) The Pigeon Tunnel: A Life of Writing, 2016), trad. Isabelle Perrin, 368 p.  (ISBN 978-2021322989)

## Adaptations

### Cinéma
- L'Espion qui venait du froid (The Spy Who Came In from the Cold) en 1965 par Martin Ritt avec Richard Burton
- MI5 demande protection ou, erronément, M.15 demande protection (The Deadly Affair), adaptation du roman L'Appel du mort, en 1966, un film de Sidney Lumet, avec James Mason, Simone Signoret, Maximilian Schell
- Le Miroir aux espions (The Looking Glass War) en 1969 par de Frank Pierson avec Christopher Jones et Anthony Hopkins
- La Petite Fille au tambour (The Little Drummer Girl) en 1984 par George Roy Hill, avec Diane Keaton, Yorgo Voyagis, et Klaus Kinski
- La Maison Russie (The Russia House) en 1990 par Fred Schepisi avec Michelle Pfeiffer et Sean Connery
- Le Tailleur de Panama (The Tailor of Panama) en 2001 par John Boorman avec Pierce Brosnan et Jamie Lee Curtis
- The Constant Gardener (The Constant Gardener) en 2005 par Fernando Meirelles avec Ralph Fiennes et Rachel Weisz
- La Taupe (Tinker, Tailor, Soldier, Spy) en 2011 par Tomas Alfredson, avec Gary Oldman, John Hurt et Colin Firth
- Un homme très recherché (A Most Wanted Man) en 2013 par Anton Corbijn, avec Philip Seymour Hoffman
- Un traître idéal (Our Kind of Traitor) en 2016 par Susanna White, avec Ewan McGregor, Stellan Skarsgård et Damian Lewis

### Télévision
Deux des romans de la « Trilogie de Karla », La Taupe et Les Gens de Smiley, ont été adaptés par la BBC en séries télévisées. Le rôle de Smiley est tenu par Alec Guinness.
- Un pur espion, intitulée A Perfect Spy et réalisée par Peter Smith en 1987

Deux récentes adaptations en mini-série ont été diffusées à la télévision sur BBC One :
- Le Directeur de nuit, intitulée The Night Manager et réalisée par Susanne Bier en 2016
- The Little Drummer Girl, par Park Chan-wook en 2018